# فرنسيس أو. ليندكويست
فرنسيس أو. ليندكويست هو سياسي أمريكي، ولد في 27 سبتمبر 1869 في مارينيت في الولايات المتحدة، وتوفي في 25 سبتمبر 1924 في غراند رابيدز في الولايات المتحدة. نشط حزبياً في الحزب الجمهوري. وقد انتخب عضو مجلس النواب الأمريكي.